# Угуисудани (станция)
Станция Угуисудани (яп. 鶯谷駅 угуисудани эки) — железнодорожная станция на линиях Яманотэ и Кэйхин-Тохоку, расположенная в специальном районе Тайто, Токио. Станция была открыта 11 июля 1912 года. На станции установлены автоматические платформенные ворота.

## Планировка станции
Две платформы островного типа и 4 пути.
| 1 | ■ Линия Кэйхин-Тохоку | Акабанэ, Урава, Омия      |
| 2 | ■ Линия Яманотэ       | Икэбукуро, Синдзюку       |
| 3 | ■ Линия Яманотэ       | Уэно, Токио               |
| 4 | ■ Линия Кэйхин-Тохоку | Токио, Синагава, Иокогама |

## Близлежащие станции
| «                         | «             | Вид обслуживания | »             | »             |
| Линия Яманотэ             | Линия Яманотэ | Линия Яманотэ    | Линия Яманотэ | Линия Яманотэ |
| ------------------------- | ------------- | ---------------- | ------------- | ------------- |
| Уэно                      | Уэно          | -                | Ниппори       | Ниппори       |
| Линия Кэйхин-Тохоку       |               |                  |               |               |
| Уэно                      | Уэно          | Local            | Ниппори       | Ниппори       |
| Rapid: не останавливается |               |                  |               |               |